# TV-Club Leipzig

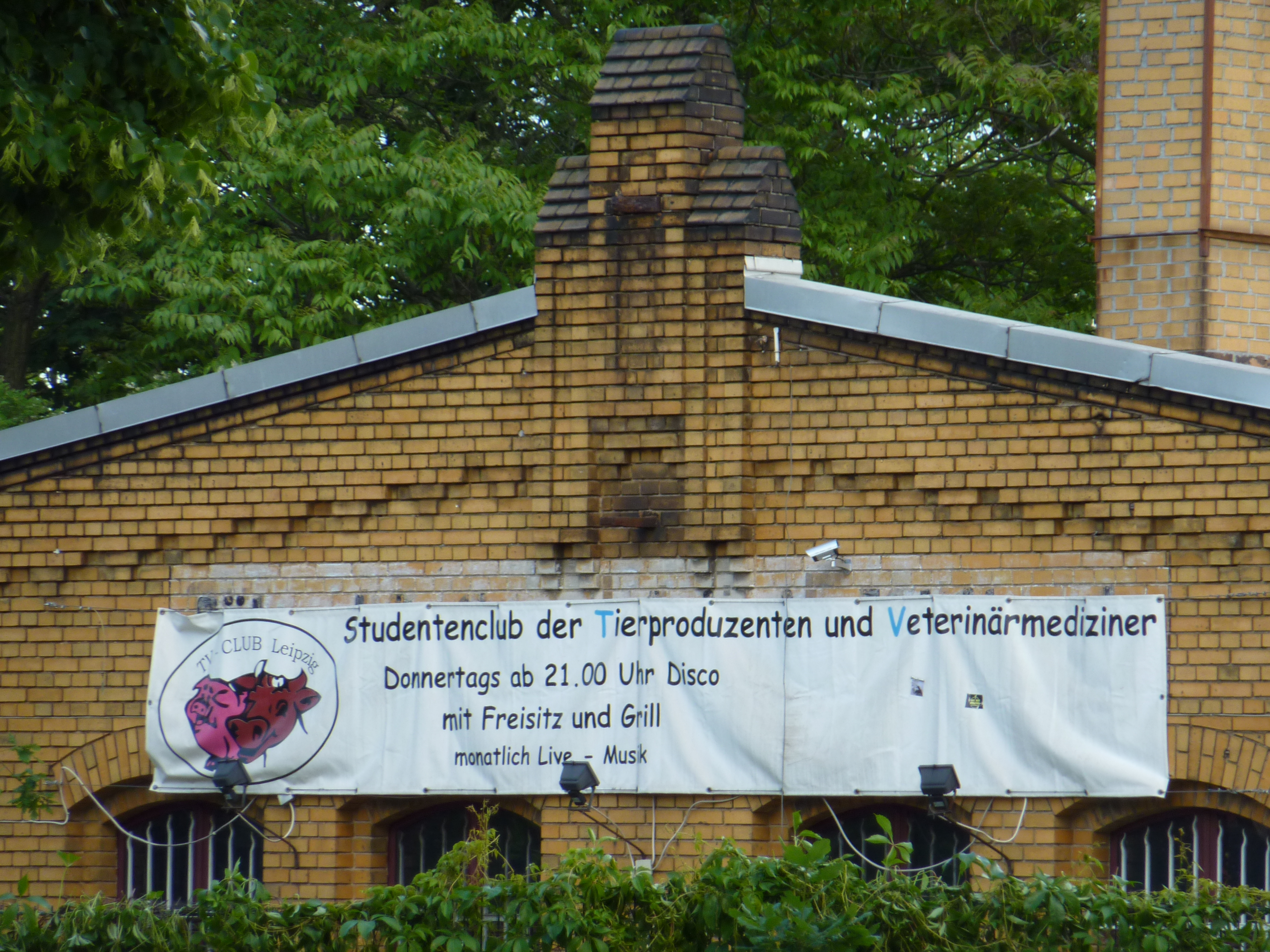
TV-Club 2013

Der TV-Club ist der älteste Studentenclub in Leipzig. Das Kürzel steht für Tierproduktion und Veterinärmedizin, welches von 1968 bis 1990 der Name der Sektion (entsprechend einer Fakultät) der damaligen Karl-Marx-Universität war. Er war bis zur Eröffnung der Moritzbastei auch der größte Studentenclub. 2023 wurde er in einer Umfrage der Leipziger Volkszeitung zum beliebtesten Club der Stadt gewählt.

## Geschichte

### DDR
Der TV-Club wurde 1970 von einer Gruppe Studenten gegründet. Wie in der DDR Pflicht, wurde der Club als FDJ-Studentenclub offiziell der Grundorganisation der Freien Deutschen Jugend der Sektion unterstellt. Bis zur „Wende“ wurde der Vorsitzende von der staatlichen Sektionsleitung eingesetzt, das Kulturprogramm musste der Sektionsleitung vorgelegt und genehmigt werden. Darüber hinaus war der Einfluss der FDJ bzw. Sektionsleitung jedoch gering und beschränkte sich auf Investitionszuschüsse.
1971 wurden zunächst ein hinterer Treppenaufgang und ein Flurbereich im Erdgeschoss des damaligen Sektionsgebäudes in der Johannisallee (heute zugehörig zur Fakultät für Biowissenschaften, Pharmazie und Psychologie) zu den Clubräumen umfunktioniert. Dieser wurde nach und nach erweitert, zunächst wurden angrenzende Kellerräume einbezogen, später ein Hörsaal-Vorraum in der ersten Etage. Die Umbauarbeiten wurden von den Clubmitgliedern selbst durchgeführt.
Die TV-Club-Mitglieder setzten sich aus vier Mannschaften mit je 20 Studierenden zusammen. Die Mitarbeit erfolgte ehrenamtlich für die Dauer von drei Jahren. Je eine Mannschaft stellte das 1., 2. und 3. Studienjahr des Studiengangs Tierproduktion, die vierte der zahlenmäßig kleinere Studiengang Veterinärmedizin. Die Mitgliedschaft war begehrt, neue Mitglieder wurden jeweils zu Beginn eines Wintersemesters aufgenommen, bei Überzahl an Bewerbern wurde per Los entschieden.
Bereits mit der Gründung wurde der Donnerstag als Veranstaltungstag festgelegt, eine höhere Veranstaltungsfrequenz wäre wegen der Studienbelastung der Mitglieder nicht möglich gewesen, da sämtliche Arbeiten selbst verrichtet wurden.
Der TV-Club war seit seiner Gründung mehr als nur eine Diskothek. Regelmäßig traten Bands auf, der angrenzende große Hörsaal wurde für Vorträge genutzt, die vor Beginn der eigentlichen Tanzveranstaltung stattfanden. Außerdem wurde jährlich im November der sogenannte „Kleine TV-Fasching“, eine von den Studenten der Sektion veranstaltete Faschingsveranstaltung, durchgeführt.

### Nach der Wiedervereinigung Deutschlands
Die politische Wende hatte mehrere einschneidende Einflüsse auf den TV-Club. Die FDJ wurde aufgelöst und somit entfiel der „Träger“. Daraufhin gründeten die Mitglieder einen eingetragenen Verein. Er wurde in Hinblick auf die angestrebte Gemeinnützigkeit Gesellschaft zur Wahrung und Förderung studentischer Traditionen zu Leipzig e. V. genannt. Der Vorstand des Vereins wird seitdem jährlich auf einer Vollversammlung gewählt.
Das zweite entscheidende Ereignis war die Auflösung der Sektion. Während die Veterinärmedizin als Fakultätsneugründung in Leipzig verblieb, wurde die Tierproduktion „abgewickelt“. Die Gebäude der Tierproduktion, und damit auch die Räumlichkeiten des TV-Clubs, wurden der Fakultät für Biowissenschaften, Pharmazie und Psychologie zugeordnet, deren Leitung den Studentenclub zunehmend als Fremdkörper empfand. Weitere Probleme entstanden durch die Neuerrichtung eines Gästehauses der Universität Leipzig in unmittelbarer Nachbarschaft des TV-Clubs.
Die Probleme kulminierten im Jahre 1999, die Raumnutzung wurde gekündigt, so dass sich der Verein nach neuen Räumlichkeiten umsehen oder schlimmstenfalls auflösen musste. Nach zäher Suche wurde ein ehemaliger Güterschuppen der Deutschen Bahn in der Theresienstraße gefunden, in dem sich bereits eine kleine Diskothek, das La Estacion, befand, die insolvent war. Zunächst wurde mit dem Betreiber die donnerstägliche Nutzung vereinbart. Parallel wurden die angrenzenden hinteren Räume in ehrenamtlicher Arbeit der Mitglieder entkernt und ausgebaut. 2000 wurden die Räumlichkeiten komplett übernommen und nach und nach erweitert. Auch ein angrenzendes Freigelände ist mittlerweile zum Biergarten ausgebaut.

## TV-Club heute
Der Verein hat 100 aktive Mitglieder sowie einige hundert Ehrenmitglieder, die sich aus ehemaligen aktiven Mitgliedern rekrutieren. Die Teams setzen sich nunmehr nicht nur aus Studenten der Tiermedizin zusammen, sondern aus Studenten aller Fakultäten. Auch Nichtuniversitätsangehörige werden aufgenommen. Der TV-Club ist eingebunden in den Runden Tisch Leipziger unabhängiger Studentenclubs (RuTiLuSt) und wird für bestimmte Veranstaltungen auch vom Studentenwerk unterstützt.
Der TV-Club ist der größte in studentischer Eigenregie unterhaltene Club in Leipzig. Über den klassischen Diskothekenbetrieb hinaus veranstaltet der TV-Club den traditionellen TV-Fasching, der zum Leipziger Studentenfasching gehört. Der Tradition entsprechend finden nur donnerstags regelmäßige Veranstaltungen statt.
Das Gelände Eutritzscher Freiladebahnhof, auf dem der Club angesiedelt ist, wurde 2016 an die CG Gruppe verkauft und dem Club droht seitdem die Kündigung. Der benachbarte Club So&So musste September 2019 schließen und das Gebäude wurde bereits abgerissen. Zusammen mit der Distillery wurde die Leipziger Club- und Kulturstiftung gegründet und ein Umzug zum Gleisdreieck Leipzig angestrebt, jedoch wird dort entgegen erster Planungen mit einem Beginn des Kulturbetriebs nicht vor 2035 gerechnet. Mit dem Kohlrabizirkus wurde eine Alternative als neuer Standort gefunden.